# Сидоренко, Василий Алексеевич
Василий Алексеевич Сидоренко (1911—1978) — старший лейтенант Рабоче-крестьянской Красной Армии, участник Великой Отечественной войны, Герой Советского Союза (1945).

## Биография
Василий Сидоренко родился 14 января 1911 года в селе Касторное (ныне — посёлок в Курской области). Окончил школу и четыре курса Днепропетровского горного института. Работал сначала на шахте, затем на заводе в Воронеже. В мае 1942 года Сидоренко был призван на службу в Рабоче-крестьянскую Красную Армию. С октября 1943 года — на фронтах Великой Отечественной войны.
К июлю 1944 года младший лейтенант Василий Сидоренко командовал взводом 45-миллиметровых орудий 1-го батальона 599-го стрелкового полка 145-й стрелковой дивизии 1-го стрелкового корпуса 43-й армии 1-го Прибалтийского фронта. Отличился во время освобождения Витебской области Белорусской ССР. 10 июля 1944 года, когда батальон Сидоренко оказался в окружении под городом Поставы, взвод под его командованием успешно отражал немецкие контратаки, уничтожив более 100 вражеских солдат и офицеров, что позволило прорваться из окружения.
Указом Президиума Верховного Совета СССР от 24 марта 1945 года за «образцовое выполнение боевых заданий командования на фронте борьбы с немецкими захватчиками и проявленные при этом отвагу и геройство» младший лейтенант Василий Сидоренко был удостоен высокого звания Героя Советского Союза с вручением ордена Ленина и медали «Золотая Звезда» за номером 7411.
В декабре 1944 года в звании старшего лейтенанта Сидоренко был уволен в запас. Проживал и работал в Курске. Скончался 18 января 1978 года.

## Награды и звания
- Герой Советского Союза (1945)
- Орден Ленина
- Медаль «Золотая Звезда»
- Орден Красного Знамени
- Орден Красной Звезды
- Ряд медалей[1].

Почётный гражданин Постав. 

## Память
В честь Сидоренко В. А. названа улица в Поставах.
В Поставах в честь Сидоренко В. А. установлен памятный знак (ул. Сидоренко).
Стела с именем В. А. Сидоренко на Аллее Героев в Поставах (пл. Ленина).